# Skärholmen
Skärholmen è una circoscrizione suburbana situata nella zona sud-occidentale di Stoccolma, dotata di un'omonima stazione della metropolitana.

## Storia
Appartenne alla municipalità di Huddinge fino al 1º gennaio 1963, data in cui il distretto fu amministrativamente incorporato a Stoccolma. La maggior parte degli edifici sono rappresentati da schiere di case popolari, costruite fra gli anni sessanta e gli anni settanta secondo il Miljonprogrammet, progetto che prevedeva la costruzione di alloggi popolari a costi ridotti. L'8 settembre 1968 fu inaugurato un importante centro commerciale, che fu a sua volta accompagnato dalla costruzione di strade pedonali, piazze, e una fermata della metropolitana. Per il 2008 è prevista l'apertura di un nuovo centro commerciale, progettato per essere uno dei più importanti d'Europa.

## Geografia fisica
Distante circa 12 chilometri dal centro cittadino, Skärholmen è oggi uno dei distretti più multiculturali di Stoccolma: dati ufficiali al 31 dicembre 2004 indicano che la presenza straniera è qui valutabile intorno al 41%, con un numero di abitanti nell'area urbana pari a 7.602, su una superficie di 1,95 km².